# زائفة مقلية كاذبة
زائفة مقلية كاذبة (الاسم العلمي: Pseudomonas pseudoalcaligenes) هي نوع من البكتيريا تتبع جنس الزائفة من فصيلة الزوائف.